# Crowley (Colorado)
Crowley és una població dels Estats Units a l'estat de Colorado. Segons el cens del 2000 tenia 187 habitants.

## Demografia
Segons el cens del 2000, Crowley tenia 187 habitants, 76 habitatges, i 48 famílies. La densitat de població era de 277,7 habitants per km².
Dels 76 habitatges en un 27,6% hi vivien nens de menys de 18 anys, en un 44,7% hi vivien parelles casades, en un 14,5% dones solteres, i en un 36,8% no eren unitats familiars. En el 31,6% dels habitatges hi vivien persones soles el 14,5% de les quals corresponia a persones de 65 anys o més que vivien soles. El nombre mitjà de persones vivint en cada habitatge era de 2,46 i el nombre mitjà de persones que vivien en cada família era de 3,19.
Per edats la població es repartia de la següent manera: un 25,7% tenia menys de 18 anys, un 11,2% entre 18 i 24, un 21,9% entre 25 i 44, un 23,5% de 45 a 60 i un 17,6% 65 anys o més.
L'edat mediana era de 40 anys. Per cada 100 dones de 18 o més anys hi havia 93,1 homes.
La renda mediana per habitatge era de 30.313 $ i la renda mediana per família de 32.083 $. Els homes tenien una renda mediana de 21.875 $ mentre que les dones 20.500 $. La renda per capita de la població era d'11.119 $. Entorn del 8,3% de les famílies i el 15,3% de la població estaven per davall del llindar de pobresa.

## Poblacions més properes
El següent diagrama mostra les poblacions més properes.